# Muzeum Sztuki w Bazylei
Muzeum Sztuki w Bazylei (niem. Kunstmuseum Basel) – szwajcarskie muzeum sztuki, którego kolekcja zawiera dzieła od XV wieku do współczesności.
Muzeum prezentuje obrazy, rzeźby, instalację, sztukę wideo i fotografię, a także rysunki i grafikę. Posiada największy na świecie zbiór dzieł Holbeinów, a ponadto prace takich mistrzów jak Konrad Witz, Martin Schongauer, Lucas Cranach Starszy czy Mathias Grünewald. Większość dzieł sztuki dawnej wchodziła w skład prywatnej kolekcji prawnika Basiliusa Amerbacha, zakupionej przez miasto w 1661 roku. W dziale sztuki dziewiętnastowiecznej istotny jest zbiór urodzonego w Bazylei Arnolda Böcklina. Kolekcja sztuki dwudziestowiecznej to przede wszystkim kubizm, niemiecki ekspresjonizm, ekspresjonizm abstrakcyjny i sztuka amerykańska po 1950 roku. Dzieła sztuki współczesnej eksponowane są w osobnym budynku – Muzeum Sztuki Współczesnej (niem. Museum für Gegenwartskunst).